# Michael Jochum
Michael Jochum (* 8. November 1985 in Bregenz) ist ein ehemaliger österreichischer Handballspieler.
Der 1,83 Meter große und 75 Kilogramm schwere Außenspieler spielte ab Beginn seiner Karriere beim Alpla HC Hard. Mit Alpla HC Hard gewann er 2012, 2013, 2014 und 2015 die österreichische Meisterschaft. Im Sommer 2015 verließ er den Verein.
Mit Hard spielte er in der EHF Champions League, dem EHF-Pokal, dem EHF Challenge Cup und dem Europapokal der Pokalsieger.
Für die österreichische Nationalmannschaft erzielte er in 23 Länderspielen 28 Tore. Mit Österreich belegte er bei der Europameisterschaft 2010 den neunten Platz.